# Wiedźmin (serial telewizyjny 2019)
Wiedźmin (ang. The Witcher) – amerykańsko-polski telewizyjny serial fantasy, stworzony przez Lauren S. Hissrich na podstawie książek Andrzeja Sapkowskiego o wiedźminie Geralcie.
Ośmioodcinkowa pierwsza seria udostępniona została w całości 20 grudnia 2019 w serwisie Netflix. Drugi sezon serialu pojawił się 17 grudnia 2021. Trzeci sezon został podzielony na dwie części – pierwsze pięć odcinków pojawiło się 29 czerwca 2023, natomiast pozostałe trzy 27 lipca cztery tygodnie później.
Dla Netfliksa zrealizowano także prequele i spin-offy: miniserial o podtytule Rodowód krwi oraz filmy animowane Zmora Wilka i Syreny z głębin.

## Fabuła
Akcja serialu, osadzonego w inspirowanym średniowieczem świecie fantasy, przedstawia losy wiedźmina Geralta z Rivii (Henry Cavill) – najemnego łowcy potworów, który znajduje swoje przeznaczenie w młodej księżniczce Ciri (Freya Allan) i czarodziejce Yennefer (Anya Chalotra).
Pierwsza seria zrealizowana została na podstawie wybranych opowiadań ze zbiorów Miecz przeznaczenia i Ostatnie życzenie, które poprzedzają tzw. sagę o wiedźminie i zostały wykorzystane do zarysowania poszczególnych postaci, zanim po raz pierwszy spotkają się ze sobą.
Druga seria adaptuje opowiadanie Ziarno prawdy i elementy powieści Krew elfów, tworząc oryginalną historię wypełniającą luki między odnalezieniem Ciri przez Geralta i jej podróżą na Thanedd.
Trzecia seria adaptuje końcówkę Krwi Elfów oraz wydarzenia na Thanedd z Czasu pogardy.

## Obsada

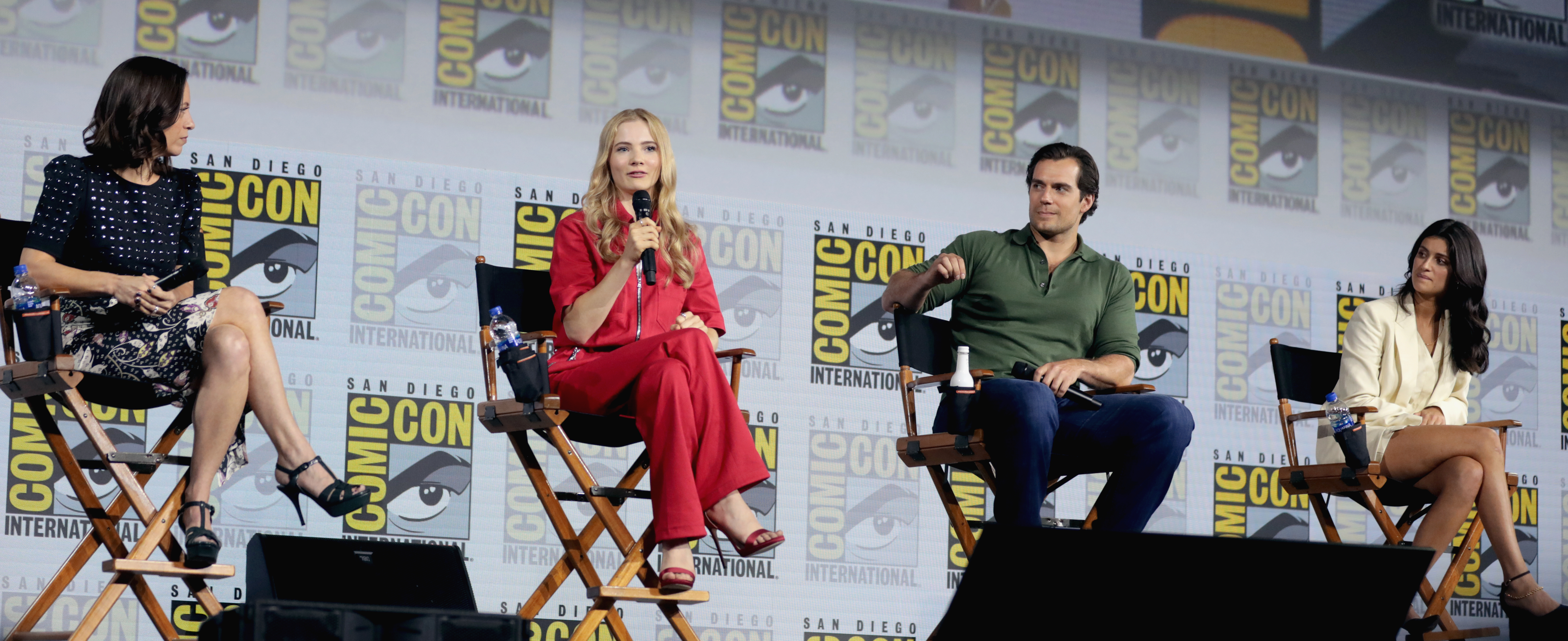
Lauren Hissrich, Freya Allan, Henry Cavill i Anya Chalotra (San Diego Comic-Con 2019)

| Główna - Henry Cavill (polski dubbing: Michał Żebrowski) jako Geralt z Rivii - Anya Chalotra (Justyna Kowalska) jako Yennefer z Vengerbergu - Freya Allan (Natalia Smagacka) jako księżniczka Cirilla - Joey Batey (Marcin Franc) jako Jaskier - MyAnna Buring (Katarzyna Strączek) jako Tissaia de Vries - Royce Pierreson (Michał Mikołajczak) jako Istredd - Eamon Farren (Michał Klawiter) jako Cahir aep Ceallach - Mimi Ndiweni (Anna Szymańczyk) jako Fringilla Vigo - Wilson Radjou-Pujalte (Olaf Marchwicki) jako Dara - Anna Shaffer (Karolina Bacia) jako Triss Merigold - Mahesh Jadu (Paweł Ciołkosz) jako Vilgefortz z Roggeveen - Tom Canton (Waldemar Barwiński) jako Filavandrel (seria druga; gość w pierwszej) - Mecia Simson jako Francesca Findabair (seria 2) - Kim Bodnia jako Vesemir (seria 2) | Drugoplanowa - Lars Mikkelsen (Marek Barbasiewicz) jako Stregobor - Jodhi May (Lidia Sadowa) jako królowa Calanthe - Adam Levy (Adam Cywka) jako Myszowór - Björn Hlynur Haraldsson (Przemysław Glapiński) jako król Eist Tuirseach - Emma Appleton (Weronika Humaj) jako Renfri - Maciej Musiał jako sir Lazlo - Tobi Bamtefa (Michał Poznański) jako sir Danek - Therica Wilson-Read (Marta Wągrocka) jako Sabrina Glevissig - Shaun Dooley (Artur Dziurman) jako król Foltest z Temerii - Terence Maynard (Jakub Wieczorek) jako Artorius Vigo - Josette Simon (Monika Węgiel) jako Eithné - Anna-Louise Plowman (Agata Wątróbska) jako Zola - Paul Bullion jako Lambert (seria 2) - Yasen Atour jako Coën (seria 2) - Ania Marson jako Voleth Meir (seria 2) - Graham McTavish jako Sigismund Dijkstra (seria 2) - Chris Fulton jako Rience (seria 2) |
| Gościnna - Mia McKenna-Bruce (Anna Szpaczyńska) jako Marilka - Natasha Culzac (Marta Czarkowska) jako Toruviel - Amit Shah (Mieczysław Morański) jako Torque - Jason Thorpe (Tomasz Borkowski) jako Ostrit - Ben Lambert (Mateusz Kwiecień) jako król Virfuril z Aedirn - Jade Croot jako księżniczka Adda - Julian Rhind-Tutt (Piotr Bajtlik) jako Giltine - Isobel Laidler (Joanna Kudelska) jako królowa Kalis z Lyrii - Blair Kincaid (Kamil Szklany) jako Crach an Craite - Gaia Mondadori (Michalina Łabacz) jako księżniczka Pavetta | - Bart Edwards (Stefan Pawłowski) jako Jeż z Erlenwaldu / Duny - Marcin Czarnik jako mag-zabójca - Lucas Englander (Aleksandar Milićević) jako Chireadan - Adele Oni (Laura Samojłowicz) jako Téa - Colette Dalal Tchantcho (Martyna Szymańska) jako Véa - Jordan Renzo (Patryk Czerniejewski) jako Eyck z Denesle - Jeremy Crawford (Maksymilian Michasiów) jako Yarpen Zigrin - Ron Cook jako (Janusz Łagodziński) Borch Trzy Kawki - Ella-Rae Smith (Paulina Kordak) jako Fola - Francis Magee (Leszek Filipowicz) jako Yurga - Frida Gustavsson (Agnieszka Fajlhauer) jako Visenna |

## Odcinki
| Sezon | Sezon | Odcinki | Odcinki       | Data premiery (Netflix) |
| ----- | ----- | ------- | ------------- | ----------------------- |
|       | 1     | 8       | 8             | 20 grudnia 2019         |
|       | 2     | 8       | 8             | 17 grudnia 2021         |
|       | 3     | 8       | 5             | 29 czerwca 2023         |
| 3     | 3     | 8       | 27 lipca 2023 |                         |

### Sezon 1 (2019)
| Nr | # | Tytuł                             | Polski tytuł                         | Reżyseria            | Scenariusz         | Premiera (Netflix) |
| --- | - | --------------------------------- | ------------------------------------ | -------------------- | ------------------ | ------------------ |
| 1 | 1 | The End’s Beginning               | Początek końca                       | Alik Sacharow        | Lauren S. Hissrich | 20 grudnia 2019    |
| W Blaviken Geralt otrzymuje od maga Stregobora propozycję zabicia Renfri, przywódczyni bandytów, ale Wiedźmin odmawia. Następnie Renfri proponuje mu kontrpropozycję i go uwodzi. Geralt daje jej ultimatum, a Renfri opowiada mu o dziewczynie, która będzie jego przeznaczeniem. Wiele lat później królestwo Cintry zostaje podbite przez Nilfgaard. Jedną z ocalałych z rzezi stolicy jest księżniczka Cirilla, ścigana przez Cahira. Szukając Geralta z Rivii zostaje schwytana, ale ujawniają się jej magiczne zdolności, pozwalając jej uciec. Odcinek zrealizowany na podstawie opowiadania Mniejsze zło. |   |                                   |                                      |                      |                    |                    |
| 2 | 2 | Four Marks                        | Cztery marki                         | Alik Sacharow        | Jenny Klein        | 20 grudnia 2019    |
| Yennefer, garbata dziewczyna z królestwa Aedirn, zostaje sprzedana przez ojczyma czarodziejce. Zabrana do Aretuzy rozpoczyna tam przymusową naukę u Tissaii de Vries, żeby zostać czarodziejką. Nawiązuje przyjaźń z Istreddem i wyjawia mu, że jest ćwierć krwi elfką. Tissaia i Stregobor używają Yennefer i Istredda do szpiegowania się wzajemnie. Geralt spotyka wędrownego trubadura Jaskra i przyjmuje zlecenie na zabicie „diabła”. Spotykają króla elfów, Filavandrela, który ich więzi, lecz potem uwalnia. Ciri spotyka w lesie chłopca imieniem Dara i odnajduje obóz dla uchodźców. Uświadamia sobie, że Dara jest elfem, a on ją ratuje przed pościgiem Cahira. Odcinek zrealizowany na podstawie opowiadania Kraniec świata.                 |   |                                   |                                      |                      |                    |                    |
| 3 | 3 | Betrayer Moon                     | Zdradziecki księżyc                  | Alex Garcia Lopez    | Beau DeMayo        | 20 grudnia 2019    |
| Yennefer i Istredd, obecnie kochankowie, kończą trening. Yennefer zostaje pełnoprawną czarodziejką, która ma szansę uleczyć swój wizerunek. Bractwo Czarodziejów stara się odpowiednio rozplanować umieszczenie magów na dworach, żeby wzmocnić swoją pozycję. Yennefer zostaje przydzielona do Nilfgaardu i zrywa z Istreddem, a następnie przechodzi bolesną transformację. Yennefer oczarowuje króla Aedirn, żeby wziął ją za swoją doradczynię. Doradczyni króla Foltesta, czarodziejka Triss Merigold, zatrudnia Geralta do pomocy z potworem terroryzującym Temerię. Geralt identyfikuje potwora jako strzygę, bestię zrodzoną z klątwy. Będąca w transie Ciri wkracza w gęsty las Brokilonu. Odcinek zrealizowany na podstawie opowiadania Wiedźmin. |   |                                   |                                      |                      |                    |                    |
| 4 | 4 | Of Banquets, Bastards and Burials | O bankietach, bękartach i pochówkach | Alex Garcia Lopez    | Declan de Barra    | 20 grudnia 2019    |
| Yennefer nie udaje się uratować niemowlęcia, córki królowej Kalis z Lyrii, przed atakiem skrytobójcy. Geralt udaje się na przyjęcie zaręczynowe księżniczki Pavetty z Cintry jako ochroniarz Jaskra. Podczas przyjęcia księżniczka sprzeciwia się swojej matce i na swojego męża wybiera Duny’ego – rycerza obłożonego oszpecającą klątwą. Geralt ratuje mężczyznę przed śmiercią z rąk królowej Calanthe i jej dworzan, pytany o nagrodę powołuje się na prawo niespodzianki, nie wiedząc, że Pavetta spodziewa się dziecka. W Brokilonie Ciri spotyka się z Eithné. Fringilla Vigo i Cahir wpadają na ślad Ciri. Odcinek zrealizowany na podstawie opowiadania Kwestia ceny.                                                                              |   |                                   |                                      |                      |                    |                    |
| 5 | 5 | Bottled Appetites                 | Niespełnione pragnienia              | Charlotte Brändström | Sneha Koorse       | 20 grudnia 2019    |
| Geralt i Jaskier znajdują butelkę z dżinnem i uwalniają go. Stworzenie rani Jaskra – Geralt w poszukiwaniu pomocy trafia do Yennefer. Czarodziejka leczy Jaskra i próbuje spętać dżinna, co grozi zniszczeniem miasta. Geralt wykorzystuje swoje życzenia do dżinna, żeby ją ocalić i związać z nią swój los. Cahir zatrudnia dopplera, który zabija Myszowora i przyjmuje jego postać, podstępem doprowadzając Ciri do opuszczenia Brokilonu. Odcinek zrealizowany na podstawie opowiadania Ostatnie życzenie. |   |                                   |                                      |                      |                    |                    |
| 6 | 6 | Rare Species                      | Ginące gatunki                       | Charlotte Brändström | Haily Hall         | 20 grudnia 2019    |
| Geralt zostaje wynajęty przez Borcha Trzy Kawki, jako członek ekspedycji polującej na smoka. Wśród innych chętnych do zabicia stworzenia jest rycerz, któremu pomaga Yennefer. Ostatecznie Geralt i Yennefer godzą się, a wiedźmin wyjawia czarodziejce, że jego trzecie życzenie łączy ich losy. Ciri odkrywa, że Myszowór jest dopplerem i ucieka od niego, ale drogi Ciri i Dary się rozchodzą. Odcinek zrealizowany na podstawie opowiadania Granica możliwości. |   |                                   |                                      |                      |                    |                    |
| 7 | 7 | Before a Fall                     | Przed upadkiem                       | Alik Sacharow        | Mike Ostrowski     | 20 grudnia 2019    |
| Kiedy Nilfgaard rusza na Cintrę, Geralt postanawia powołać się na prawo niespodzianki i odebrać Ciri od Calanthe, żeby zapewnić jej bezpieczeństwo. Królowa podstawia fałszywą Ciri, a następnie więzi Geralta, kiedy ten odkrywa podstęp. Wobec zbliżającej się agresji Nilfgaardu, Bractwo Czarodziejów postanawia zachować neutralność i nie ratować Cintry, której stolica zostaje splądrowana i zniszczona. Calanthe na łożu śmierci wysyła Ciri na poszukiwania Geralta. Odcinek zrealizowany na podstawie opowiadania Coś więcej. |   |                                   |                                      |                      |                    |                    |
| 8 | 8 | Much More                         | Coś więcej                           | Marc Jobst           | Lauren S. Hissrich | 20 grudnia 2019    |
| Tissaia de Vries, Vilgefortz, Triss, Yennefer i inni czarodzieje udają się do Sodden, gdzie walczą z Nilfgaardczykami, prącymi dalej na północ po zniszczeniu Cintry. Ciri zostaje przygarnięta przez chłopkę. Geralt ratuje kupca przed trupojadami, odnosząc przy tym rany i popadając w malignę, w której widzi swoją matkę, Visennę. Kupiec zabiera Geralta na swoją farmę – tę samą, na którą trafiła Ciri. Wiedźmin i księżniczka odnajdują się. Odcinek zrealizowany na podstawie opowiadania Coś więcej. |   |                                   |                                      |                      |                    |                    |

### Sezon 2 (2021)
| Nr | # | Tytuł                 | Polski tytuł        | Reżyseria      | Scenariusz                              | Premiera (Netflix) |
| --- | - | --------------------- | ------------------- | -------------- | --------------------------------------- | ------------------ |
| 9 | 1 | A Grain of Truth      | Ziarno prawdy       | Stephen Surjik | Declan de Barra                         | 17 grudnia 2021    |
| Północne Królestwa odniosły zwycięstwo pod Sodden, lecz zaginioną Yennefer uznano ją za zmarłą. Geralt spotyka Tissaię i postanawia zabrać Ciri do Kaer Morhen, wiedźmińskiej twierdzy. W podróży odkrywają opuszczoną wioskę, koło której mieszka znajomy Geralta, Nivellen. Został on jednak przeklęty i wygląda jak bestia. W jego zamku Ciri spotyka w piękną Vereenę, będącą w rzeczywistości wampirzycą. Geralt zabija Vereenę, kochankę i prawdziwą miłość Nivellena, a klątwa przestaje działać. W Aretuzie Tissaia torturuje Cahira, aby wydobyć z niego informacje o Nilfgaardzie. Yennefer została schwytana przez Fringillę, która zamierza zabrać ją do Cintry. Odcinek zrealizowany na podstawie opowiadania Ziarno prawdy.                                                          |   |                       |                     |                |                                         |                    |
| 10 | 2 | Kaer Morhen           | Kaer Morhen         | Stephen Surjik | Beau DeMayo                             | 17 grudnia 2021    |
| Yennefer i Fringilla zostają schwytane przez Filavandrela. Elfy zabierają ich do obozu koło tajemniczego monolitu, do swej przywódczyni – czarodziejki Franceski Findabair. Yennefer, Fringilla i Francesca mają podobne sny i wiedzione nimi trafiają do chaty demonicznej Nieśmiertelnej Matki (Voleth Meir), która nimi manipuluje. Przekonuje Fringillę, by sprzymierzyła się z elfami, a przeciwko Yennefer wykorzystuje fakt, że po Sodden straciła swoje moce. Geralt i Ciri przybywają do Kaer Morhen, gdzie witają ich pozostali przy życiu wiedźmini, dowodzeni przez Vesemira. Przybywa również Eskel – wiedźmin, który przeżył walkę z leszym. Potwór jednak zainfekował go i Eskel atakuje pozostałych wiedźminów. Geralt jest zmuszony go zabić i postanawia wyszkolić Ciri w walce. |   |                       |                     |                |                                         |                    |
| 11 | 3 | What Is Lost          | Straty              | Sarah O’Gorman | Lauren Schmidt Hissrich i Clare Higgins | 17 grudnia 2021    |
| Ciri uparcie kontynuuje wiedźmiński trening, a Vesemir bada zmutowaną formę leszego. Yennefer udaje się do Aretuzy, ale nie jest witana jako bohaterka, gdyż jej nieobecność wzbudziła podejrzenia, szczególnie u Stregobora. Yennefer ma zabić Cahira, lecz zamiast tego uwalnia go i oboje uciekają. Francesca, będąc w ciąży, osiedla się wraz ze swoimi elfami w Cintrze, pod ochroną Nilfgaardu. Geralt wyjawia Ciri, że mogła odziedziczyć magiczne moce po swojej matce. Podczas walki Geralta z leszym, pojawia się inny potwór, który ściga Ciri. |   |                       |                     |                |                                         |                    |
| 12 | 4 | Redanian Intelligence | Redański wywiad     | Sarah O’Gorman | Sneha Koorse                            | 17 grudnia 2021    |
| Triss przybywa do Kaer Morhen, by pomóc Ciri w treningu magicznym. Wspólnie badają pochodzenie nowych potworów, odkrywając, że jest ono związane z monolitami. Ciri wyznaje, że sama obaliła monolit w Cintrze. Vesemir odkrywa, że Ciri ma starszą krew, uważaną już za wymarłą, która może posłużyć jako składnik mutagenów używanych do tworzenia wiedźminów. Yennefer i Cahir, będąc poszukiwani, uciekają do portowego miasta. W Redanii, na dworze króla Vizimira, uknuty zostaje plan zajęcia Cintry, do czego jako szpieg i informator zostaje zrekrutowany elf Dara. Z pomocą Jaskra, jako przemytnika elfów, Yennefer, Cahir i Dara wsiadają na statek zmierzający do Cintry. |   |                       |                     |                |                                         |                    |
| 13 | 5 | Turn Your Back        | Odwrót              | Ed Bazalgette  | Haily Hall                              | 17 grudnia 2021    |
| Rience, mag ognia, zostaje uwolniony z więzienia przez czarodziejkę Lydię, by schwytać Ciri. Wkrótce chwyta on Jaskra, by zdobyć informacje o księżniczce. Yennefer schodzi jednak ze statku i ratuje barda. Vesemir prosi Ciri o jej krew, w celu próby stworzenia nowych wiedźminów. Geralt i Istredd udają się do upadłego monolitu pod Cintrą. Tam dedukują, że monolity są bramami do innych światów, a wiedźmin dowiaduje się, że Yennefer żyje. Triss odkrywa, że Ciri, według proroctwa Ithlinne, może stanowić zagrożenie dla świata. Geralt wraca do Kaer Morhen, powstrzymując Ciri przed próbą przemiany w wiedźmina. Zdesperowana Yennefer przywołuje Nieśmiertelną Matkę, wydobywając się z tarapatów, ale dostaje zadanie, by dostarczyć jej Ciri.                                  |   |                       |                     |                |                                         |                    |
| 14 | 6 | Dear Friend           | Miły przyjacielu... | Louise Hooper  | Matthew D’Ambrosio                      | 17 grudnia 2021    |
| Geralt zabiera Ciri z Kaer Morhen. Zostają zaatakowani przez latającą bestię, w wyniku czego ginie Płotka – koń Geralta. W Kaer Morhen, Vesemir i Triss zostają zaatakowani przez Rience’a, który kradnie mutagen z krwią Ciri i ucieka. Geralt i Ciri udają się do Świątyni Melitele, aby nauczyć Ciri kontrolować swoje moce. Spotykają tam Yennefer. Rodzi się pierwszy elf urodzony od lat – dziecko Franceski. Istredd odkrywa, że ród Ciri pochodzi od Lary Dorren, legendarnej elfki. Rience i jego ludzie pojawiają się w świątyni po Ciri. Geralt pokonuje ich, lecz Yennefer skłania Ciri do ucieczki teleportem. |   |                       |                     |                |                                         |                    |
| 15 | 7 | Voleth Meir           | Voleth Meir         | Louise Hooper  | Mike Ostrowski                          | 17 grudnia 2021    |
| Yennefer i Ciri przenoszą się do domu kobiety, która przyjęła Ciri – a teraz spalił ją Rience. Geralt uwalnia Jaskra z więzienia, po czym wpadają na bandę krasnoludów – kierowaną przez Yarpena. Elfy nie dotrzymują obietnicy walki o Nilfgaard, a Dara odmawia dalszego szpiegowania dla Dijkstry. Fringilla, tracąc kontrolę w Cintrze, eliminuje większość z dowódców i zastrasza Cahira. Dijkstra przekazuje informacje o Ciri Vizimirowi. Ciri odkrywa plan Yennefer, a Geralt, Jaskier i Yarpen ratują je przed Nilfgaardczykami. Po odkryciu zdrady Yennefer przez Geralta, oboje podążają do Nieśmiertelnej Matki. Dziecko Franceski zostaje zamordowane, a jej cierpienie pomaga Voleth Meir uwolnić się i opętać Ciri.                                                                 |   |                       |                     |                |                                         |                    |
| 16 | 8 | Family                | Rodzina             | Ed Bazalgette  | Lauren Schmidt Hissrich                 | 17 grudnia 2021    |
| Ciri, opętana przez Voleth Meir, zaczyna zabijać wiedźminów śpiących w Kaer Morhen. Demon wykorzystuje moc Ciri, aby przywołać potwory w głównej hali. Geralt i Vesemir próbują powstrzymać Ciri, podczas gdy reszta wiedźminów walczy z bestiami. Francesca zabija ludzkie dzieci w Redanii – w odwecie za utratę swojego. Yennefer poświęca się dla Ciri – przejmując na siebie Voleth Meir, aby wyciągnąć ją z umysłu Ciri – odzyskując magiczną moc. Dziewczyna otwiera portal do innego świata, w którym demon opuszcza Yennefer, dołączając do wojowników Dzikiego Gonu, którzy chcą porwać Ciri. Istredd mówi Francesce o krwi Ciri twierdząc, że dziewczyna jest nadzieją elfów. Do Cintry przybywa cesarz Emhyr, który okazuje się być ojcem Ciri.                                        |   |                       |                     |                |                                         |                    |

### Sezon 3 (2023)
| Nr      | #       | Tytuł                                                  | Polski tytuł                                     | Reżyseria       | Scenariusz                       | Premiera (Netflix) |
| Część 1 | Część 1 | Część 1                                                | Część 1                                          | Część 1         | Część 1                          | Część 1            |
| ------- | ------- | ------------------------------------------------------ | ------------------------------------------------ | --------------- | -------------------------------- | ------------------ |
| 17      | 1       | Shaerrawedd                                            | Shaerrawedd                                      | Stephen Surjik  | Mike Ostrowski                   | 29 czerwca 2023    |
| 18      | 2       | Unbound                                                | Rozdzieleni                                      | Stephen Surjik  | Tania Lotia                      | 29 czerwca 2023    |
| 19      | 3       | Reunion                                                | Ponowne spotkanie                                | Gandja Monteiro | Haily Hall                       | 29 czerwca 2023    |
| 20      | 4       | The Invitation                                         | Zaproszenie                                      | Gandja Monteiro | Rae Benjamin                     | 29 czerwca 2023    |
| 21      | 5       | The Art of Illusion                                    | Sztuka iluzji                                    | Loni Peristere  | Clare Higgins                    | 29 czerwca 2023    |
| Część 2 |         |                                                        |                                                  |                 |                                  |                    |
| 22      | 6       | Everybody Has a Plan 'til They Get Punched in the Face | Każdy ma jakiś plan, dopóki nie dostanie w twarz | Loni Peristere  | Javier Grillo-Marxuach           | 27 lipca 2023      |
| 23      | 7       | Out of the Fire, Into the Frying Pan                   | Z deszczu pod rynnę                              | Bola Ogun       | Matthew D’Ambrosio               | 27 lipca 2023      |
| 24      | 8       | The Cost of Chaos                                      | Cena chaosu                                      | Bola Ogun       | Mike Ostrowski, Troy Dangerfield | 27 lipca 2023      |

## Produkcja

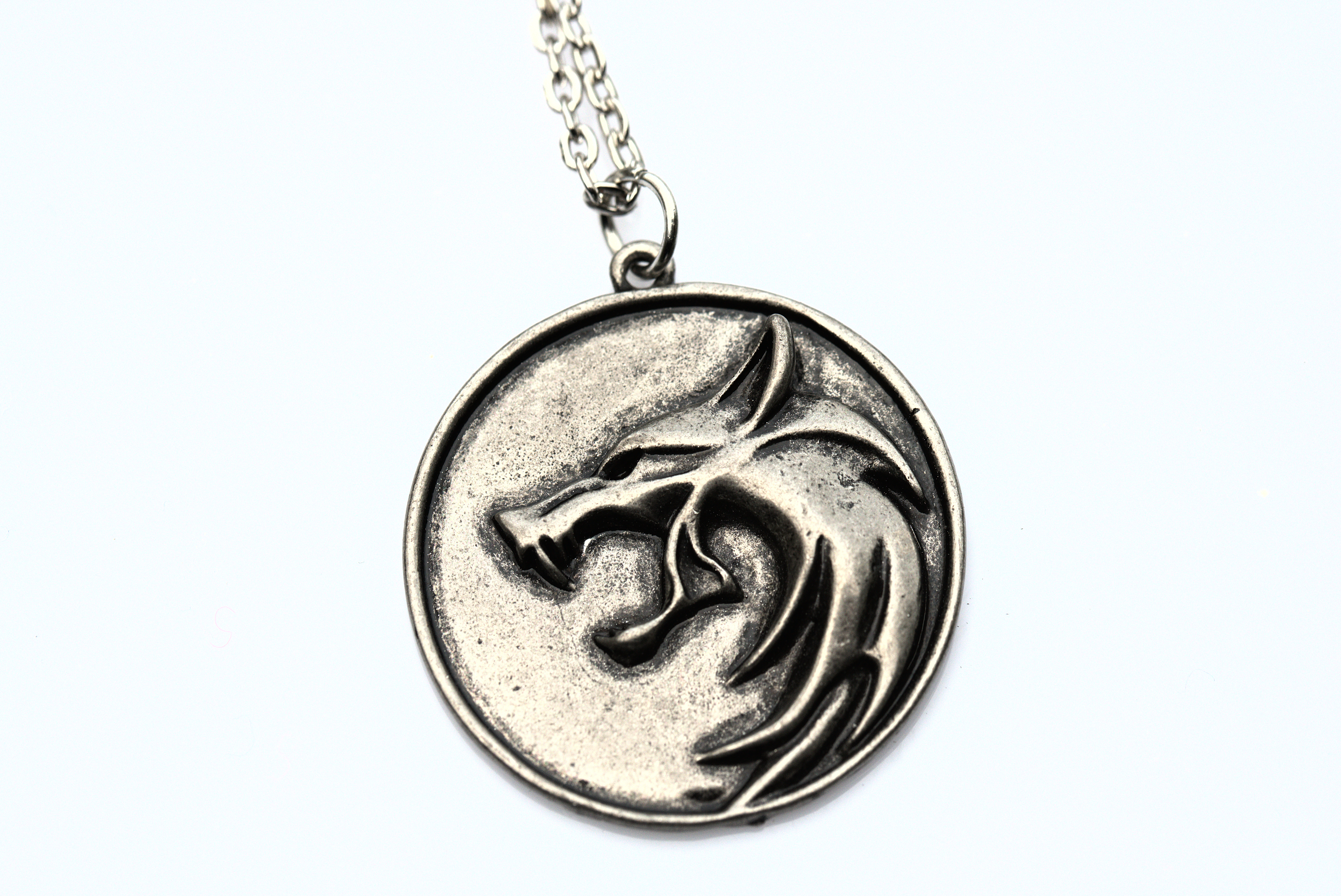
Medalion wiedźmiński odtwarzający wygląd medalionu pojawiającego się w pierwszym sezonie serialu.

W 2015 roku Tomasz Bagiński poinformował, że pracuje nad nową produkcją filmową na podstawie sagi o wiedźminie. W międzyczasie filmową adaptacją twórczości Sapkowskiego zainteresowany był również Netflix, który niemal doprowadził do rozpoczęcia prac nad pełnometrażowym filmem. Kelly Luegenbiehl, wiceprezes ds. produkcji międzynarodowych, uznała, że zamiast zamykać ośmiotomowy cykl w jednym filmie, lepszym rozwiązaniem będzie zrealizowanie serialu. W maju 2017 platforma Netflix zapowiedziała, że wyprodukuje anglojęzyczny serial o wiedźminie na podstawie prozy Andrzeja Sapkowskiego, którego jednym z reżyserów będzie Bagiński. Współproducentami zostały: Stillking Films, polska spółka Platige Image i in.
W grudniu 2017 doniesiono, że showrunnerką produkcji będzie Lauren S. Hissrich. W kwietniu 2018 Schmidt zapowiedziała, że pierwsza seria będzie składała się z ośmiu odcinków. Poinformowała ona także, że zostanie ona nakręcona w Europie Środkowej. We wrześniu tego samego roku ogłoszono, że do roli tytułowego bohatera, Geralta z Rivii został wybrany Henry Cavill. W tym samym miesiącu podano także oficjalną listę reżyserów produkcji, na której znaleźli się Alik Sacharow, Charlotte Brändström oraz Alex Garcia Lopez. Zabrakło w niej jednak Tomasza Bagińskiego, który z powodu zaangażowania w innych przedsięwzięciach pozostał jedynie producentem pierwszej serii. W 2017 roku poinformowano, że Andrzej Sapkowski będzie konsultantem kreatywnym, ale w styczniu 2018 roku autor zaprzeczył, że będzie miał jakikolwiek bezpośredni udział w produkcji serialu. W kwietniu 2018 spotkał się jednak z Hissrich, a w maju ta oznajmiła, że jest on częścią projektu.
W październiku 2018 podano pełną obsadę produkcji. Kręcenie zdjęć głównych rozpoczęło się 31 października na Węgrzech. W marcu 2019 produkcję serialu przeniesiono na Wyspy Kanaryjskie w celu nakręcenia kolejnych scen. Miesiąc później plan filmowy został przeniesiony do Polski (zamek Ogrodzieniec). Kręcenie zdjęć głównych pierwszej serii zakończono pod koniec maja 2019.
13 listopada zapowiedziano realizację drugiej serii, której premierę zaplanowano na 2021 rok. Po opóźnieniu wywołanym pandemią koronawirusa drugą serię zaczęto realizować w Wielkiej Brytanii latem 2020. W ekipie została zmieniona część twórców, m.in. krytykowani twórcy kostiumów. Zdjęcia do drugiej serii zakończono na przełomie marca i kwietnia.
Od sierpnia 2020 na platformie dostępny jest trzydziestodwuminutowy film dokumentalny Jak powstawał Wiedźmin, od września 2020 ośmioodcinkowy miniserial dokumentalny Wiedźmin: Za kulisami odcinków, zaś w 2023 udostępniono krótkometrażowy dokument Jak powstawał Wiedźmin: Sezon 3.
25 września 2021 ogłoszono przedłużenie serialu o trzecią serię oraz plany stworzenia kolejnego, po Zmorze Wilka, filmu animowanego, a także serialu familijnego. Zdjęcia do trzeciego sezonu kręcono m.in. na wyspie Krk w Chorwacji. Jesienią 2022 ogłoszono, że w planach znajduje się także seria czwarta, jednak Cavill zdecydował się odejść z serialu po zakończeniu trzeciej, wobec czego w roli Geralta zastąpi go Liam Hemsworth. W kwietniu 2024 Netflix zamówił realizację piątej serii, mającej być zarazem ostatnią.

### Scenariusz
Scenariusz pierwszej serii ma nieliniową strukturę, według Hissrich inspirowaną Dunkierką Christophera Nolana. Yennefer i Ciri otrzymały w niej więcej czasu, żeby widzowie mogli lepiej zapoznać się z tymi postaciami – ich przeszłością i motywacjami. Druga seria zbudowana zostanie na fundamentach pierwszej, ma być bardziej liniowa, a postacie mają częściej dzielić ze sobą sceny.

### Promocja i premiera

Reklama serialu

W kwietniu 2019 roku zapowiedziano, że premiera serialu będzie miała miejsce pod koniec roku. Pierwszą zapowiedź zaprezentowano 19 lipca podczas konwentu San Diego Comic-Con. Pierwszy pełny zwiastun pokazano 31 października w ramach Lucca Comics & Games, z kolei finalny udostępniono 12 grudnia.
16 grudnia 2019 w Londynie odbyła się uroczysta premiera serialu z udziałem m.in. Henry’ego Cavilla, Anyi Chalotry i Freyi Allan oraz producentów. 18 grudnia na torze Służewiec odbyła się uroczysta polska premiera.

## Odbiór

### Seria pierwsza
Pierwsza seria spotkała się z mieszanym przyjęciem ze strony krytyków. W agregatorze recenzji Rotten Tomatoes 68% z 91 recenzji uznano za pozytywne, a średnia ocen wystawionych na ich podstawie wyniosła 6,60 na 10. z kolei w agregatorze Metacritic średnia ważona ocen z 17 recenzji wyniosła 54 punkty na 100. Oceny wystawione przez użytkowników obu serwisów były z reguły bardziej pozytywne.
Erik Kain z „Forbesa” stwierdził w swojej recenzji: „Jeśli szukasz oryginalnego mrocznego fantasy z elementami horroru, nagością oraz mnóstwem krwi i przemocy (oraz potworami), nie szukaj dalej”. James Whitbrook z io9 napisał: „Jeżeli przebrniesz przez trudne pierwsze odcinki, z rzadka przerywane fajną walką albo ciekawą postacią, to Wiedźmin powoli, ale pewnie staje się świetnym kawałkiem krwawej i szokującej rozrywki”. Darren Franich z „Entertainment Weekly” wystawił pierwszej serii najniższą możliwą ocenę – F – stwierdzając, że „jego przeznaczeniem jest nigdy już nie wracać do tego festiwalu nudy” i wywołał kontrowersje przyznaniem się, że przeskoczył od razu do piątego odcinka.
O pierwszej serii pozytywnie wypowiedział się Andrzej Sapkowski: „Jestem bardziej niż zadowolony z tego, jak Henry Cavill wypadł w Wiedźminie. To prawdziwy profesjonalista. Tak jak Viggo Mortensen stał się Aragornem, tak Henry stał się Geraltem – i na zawsze nim pozostanie”. Dodał również: „Będę szczęśliwy, jeśli widzowie – i czytelnicy – wyniosą z tego coś, co ich w jakiś sposób wzbogaci. Mam też szczerą nadzieję, że widzowie – i czytelnicy – będą się tym pasjonować, w każdym aspekcie”.

### Seria druga
Druga seria została przyjęta przez krytyków bardziej przychylnie. W agregatorze recenzji Rotten Tomatoes 95% z 62 recenzji uznano za pozytywne, a średnia ocen wystawionych na ich podstawie wyniosła 8,0 na 10. Z kolei w agregatorze Metacritic średnia ważona ocen z 23 recenzji wyniosła 69 punktów na 100. Użytkownicy obu serwisów odebrali go jednak negatywnie.

### Seria trzecia
Trzecia seria została przyjęta przez krytyków nieco chłodniej niż druga. W agregatorze recenzji Rotten Tomatoes 85% z 39 recenzji uznano za pozytywne, a średnia ocen wystawionych na ich podstawie wyniosła 7,1 na 10. Z kolei w agregatorze Metacritic średnia ważona ocen z 13 recenzji wyniosła 70 punktów na 100. Reakcja użytkowników była nieprzychylna.

## Powiązane produkcje
Na zamówienie Netfliksa powstał film animowany Wiedźmin: Zmora Wilka (2021) opowiadający o młodości mentora Geralta, Vesemira, oraz aktorski miniserial Wiedźmin: Rodowód krwi (2022), będący prequelem serii i przedstawiający, w jaki sposób na Kontynencie pojawiła się magia. Na 2024 planowana jest premiera drugiej animacji, spin-offu Wiedźmin: Syreny z głębin, w którym głosu Geraltowi użyczy Doug Cockle dubbingujący tę postać w angielskich wersjach gier komputerowych z serii Wiedźmin.